# 渡月橋
35°0′46.1″N 135°40′39.8″E / 35.012806°N 135.677722°E

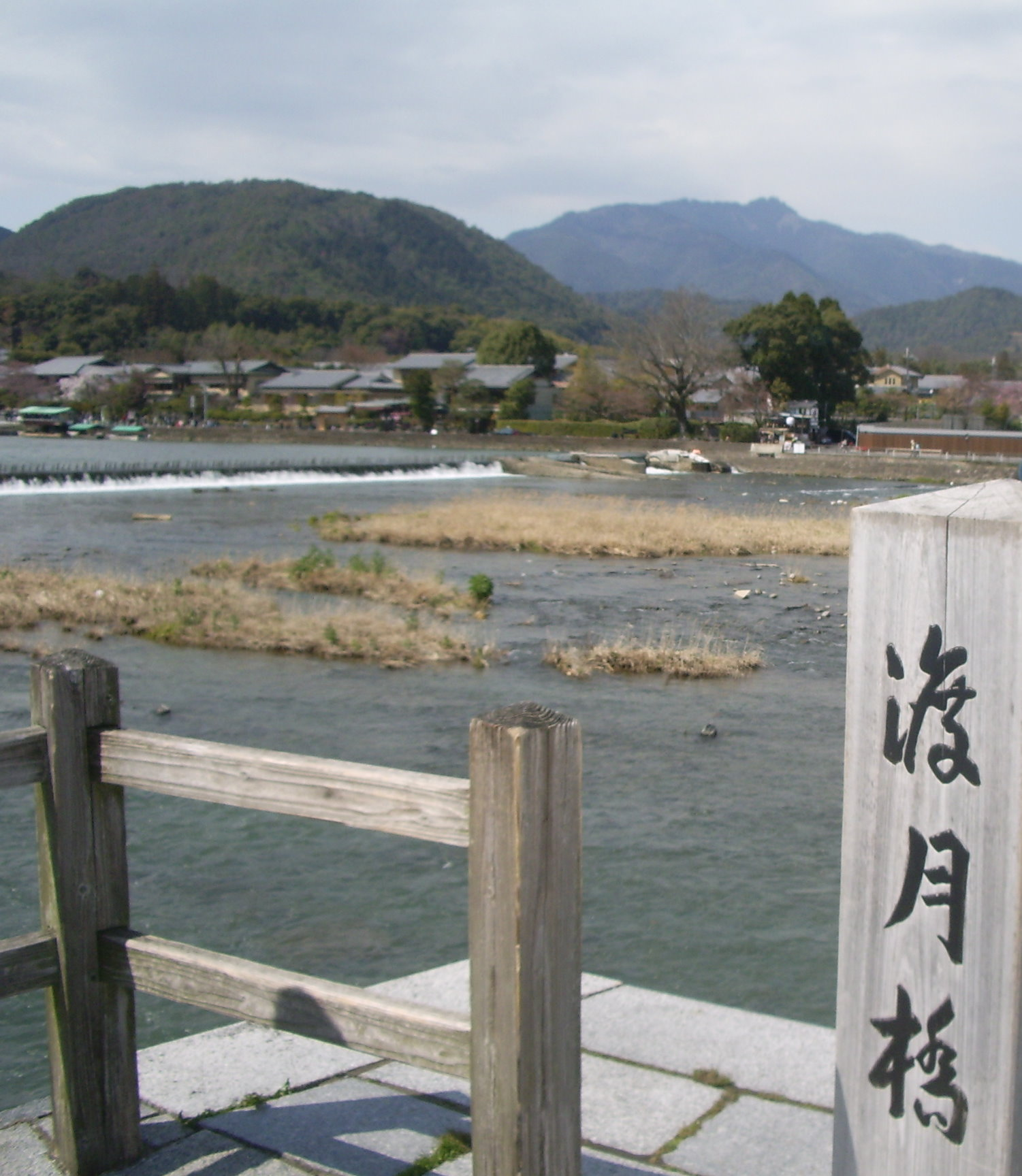
橋上「渡月橋」字樣

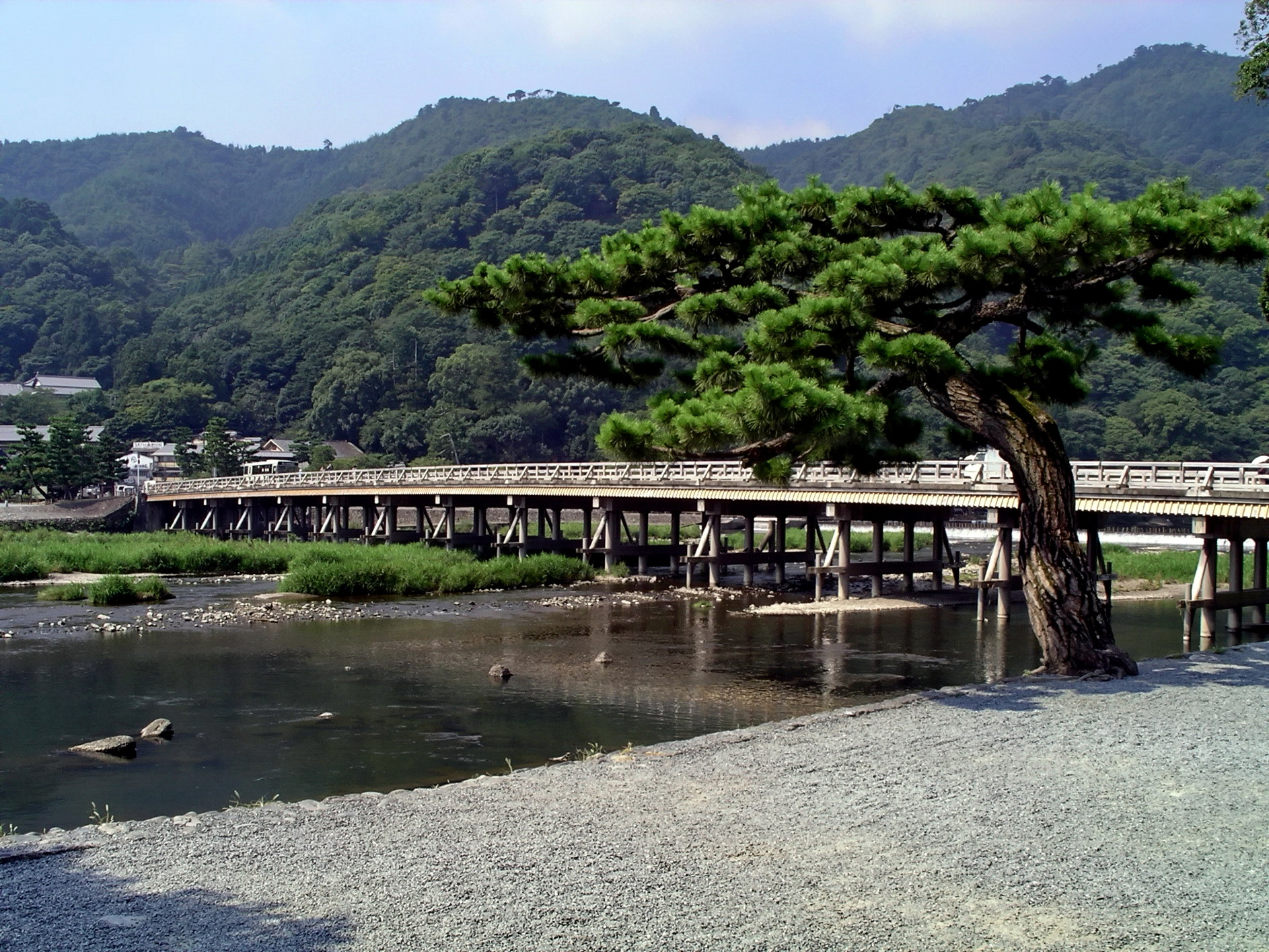
渡月橋

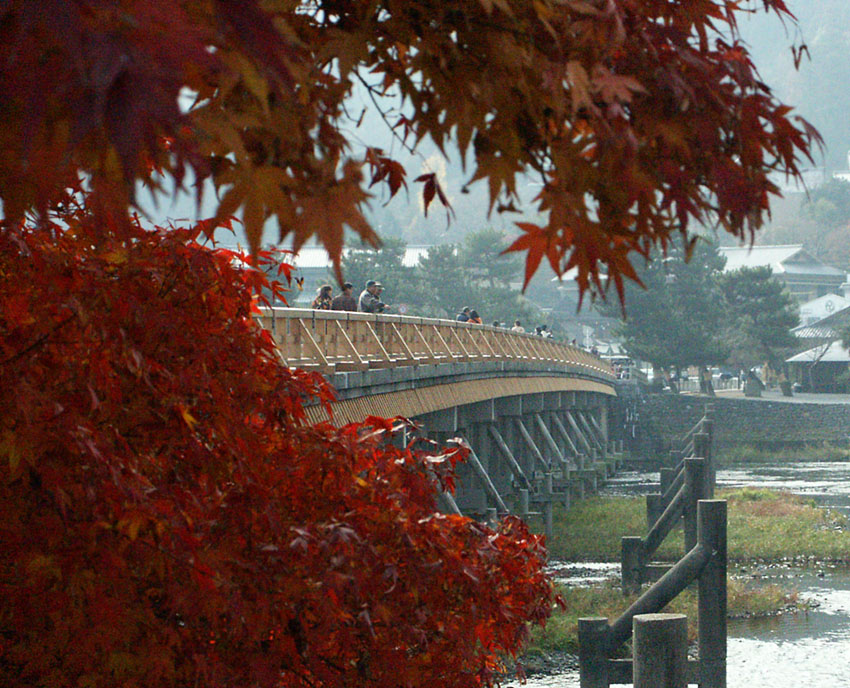
佈滿紅葉的渡月橋

渡月橋（日语：／ Togetsukyō）是一座位於日本京都府京都市，跨越桂川上的車行與人行橋樑。橋北側的嵯峨野地區屬右京區的範圍，而南側的嵐山則是西京區的一部份。從北面渡過渡月橋的話，經過中之島（嵯峨中之島町）就會到達嵐山的山腳。渡月橋週邊的嵐山地區是京都西郊觀賞櫻花和紅葉的勝地，因此經常會在旅遊旺季期間發生嚴重的交通阻塞。

## 附近的景點
- 直指庵（日语：直指庵）
- 大覺寺
- 清凉寺
- 天龍寺
- 野宮神社
- 二尊院
- 常寂光寺
- 落柿舎（日语：落柿舎）
- 祇王寺
- 瀧口寺（日语：滝口寺）

## 交通
鐵道
- 阪急嵐山線嵐山車站
- 京福嵐山本線（嵐電）嵐山車站
- JR西日本嵯峨野線（山陰本線） 嵯峨嵐山車站
- 嵯峨野觀光鐵道嵯峨野觀光線小火車嵯峨車站

巴士
- 京都市營巴士、京都巴士（日语：京都バス）
  - 嵐山方向「嵐山公園」巴士站下車。